# Västergötlands runinskrifter 45
Västergötlands runinskrifter 45 är en vikingatida runsten vid Skalunda kyrka, Skalunda socken och Lidköpings kommun. Runstenen är av gnejs och mäter 1,8 meter gånger cirka 1 meter. Runhöjden är 14 centimeter. Stenen påträffades i kyrkan mellan koret och högkyrkan. Den togs ut 1869 och restes på kyrkogården. Den står mitt emot runstenen Vg 44.

## Inskriften
Translitterering av runraden:
: hragli : auk : alkisl : satu : stin : þesi : eftʀ : serla : faþur : sin
Normalisering till runsvenska:
<hragli> ok Algisl sattu stæin þennsi æftiʀ Serla, faður sinn.
Översättning till nusvenska:
<hragli> och Algisl satte denna sten efter Särle, sin fader.